# Simão Oliveira
Simão Oliveira (Arouca, 11 mei 2007) is een Portugees zanger. Hij is bekend van het winnen van seizoen 2 van The Voice Kids Portugal in april 2021 en het vertegenwoordigen van Portugal op het Junior Eurovisiesongfestival 2021.

## Biografie
Oliveira begon met zingen op vierjarige leeftijd. Hij speelt tevens klarinet. Oliveira is beïnvloed door de Portugese fadomuziek.

## Carrière

### The Voice Kids
Begin 2021 deed Oliveira mee aan het tweede seizoen van de Portugese versie van The Voice Kids. Enkele ogenblikken voordat hij als winnaar uit de bus kwam, maakte presentatrice Catarina Furtado bekend dat de winnaar van de show ook het land zou vertegenwoordigen op het Junior Eurovisiesongfestival 2021. Hij won tevens een platencontract bij Universal Music Portugal.

### Junior Eurovisiesongfestival
Tijdens het Junior Eurovisiesongfestival 2021 bracht Oliveira het lied O rapaz geschreven door Fernando Daniel en Diogo Clemente. Het lied en de bijbehorende videoclip werden uitgebracht op 12 november 2021.
Tijdens het festival in Parijs werd "O rapaz" 11e in een veld van 19 deelnemers, met 101 punten, waarmee het de hoogst geklasseerde Portugese inzending tot dan toe was.

## Discografie

### Single
- O rapaz (2021)